# Matthé Pronk
Matthé Pronk (Warmenhuizen, 1 de julio de 1974) es un ciclista neerlandés que fue profesional de 1999 a 2012.

## Biografía
Matthé Pronk procede de una familia con tradición ciclista: su padre Mattheus Pronk fue campeón nacional amateur en pista en varias ocasiones. Matthé Pronk fue campeón de Países Bajos en pista en la modalidad de madison en 2003 haciendo equipo con su hermano pequeños Jos. Además, su primo Bastiaan Giling fue compañero de equipo en el conjunto Cycle Collstrop.
Debutó como profesional en 1999. Se unió al conjunto Bankgiroloterij en 2003, después en 2005 fichó por el MrBookmaker.com. En 2011 se unió a su amigo Léon van Bon en el equipo Marco Polo Cycling Team.

## Palmarés
| 1997 (como amateur) - 1 etapa del Tour de Valonia - Vuelta a Lieja, más 2 etapas 1998 (como amateur) - 1 etapa del Circuit des Mines - Tour de Olympia - Trofeo Internacional Jong Maar Moedig - Tour de Limburgo | 2002 - Gran Premio de la Villa de Zottegem 2003 - Nokere Koerse - Druivenkoers Overijse 2004 - Tour de Frise (ex-aequo con otros 21 corredores) |

## Resultados en Grandes Vueltas y Campeonatos del Mundo
| Carrera         | Carrera         | 1999 | 2000  | 2001 | 2002 | 2003 | 2004 | 2005 | 2006 | 2007 | 2008 | 2009  | 2010 | 2011 | 2012 |
| --------------- | --------------- | ---- | ----- | ---- | ---- | ---- | ---- | ---- | ---- | ---- | ---- | ----- | ---- | ---- | ---- |
|                 | Giro de Italia  | —    | 110.º | —    | —    | —    | —    | —    | —    | —    | —    | —     | —    | —    | —    |
|                 | Tour de Francia | —    | —     | —    | —    | —    | —    | —    | —    | —    | —    | —     | —    | —    | —    |
|                 | Vuelta a España | —    | —     | 56.º | —    | —    | —    | —    | —    | —    | —    | 124.º | —    | —    | —    |
| Mundial en Ruta | Mundial en Ruta | —    | 105.º | 94.º | —    | Ab.  | —    | —    | —    | —    | —    | —     | —    | —    | —    |

—: no participa

Ab.: abandono